# Auger (saint)
Pour les articles homonymes, voir Auger.
Saint Auger (ou plus rarement Oger) est, selon les traditions locales autour d'Épinal, un évêque, puis un moine anachorète colombaniste. Il est honoré en France dans le diocèse de Saint-Dié dans les Vosges.

## Biographie

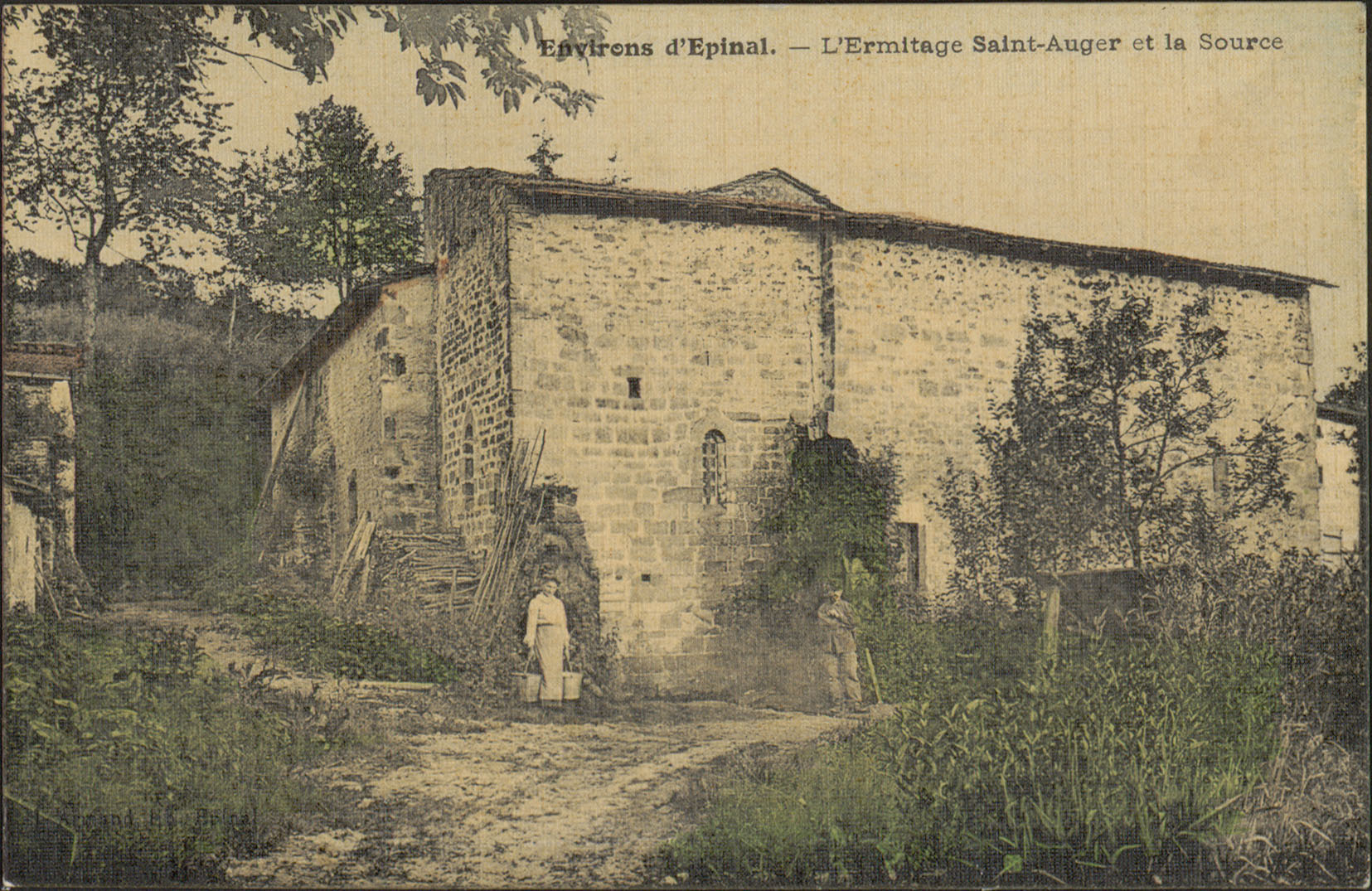
L'ermitage Saint-Auger à Deyvillers.

Auger (en latin, Augericus) a été, selon la tradition, un évêque, qui dans un deuxième temps, comme saint Arnoul, a renoncé à sa charge pour se retirer dans la solitude d'un ermitage, suivant la règle de saint Colomban. D'après certains commentateurs, il aurait pu être évêque de Toul, diocèse dont dépendait alors la région d'Épinal, de 614 à 629, entre Eudolius et Teudefrid, période qui semble présenter une lacune.
À Deyvillers, au sud-est du bourg, dans une clairière de la forêt communale d'Épinal, traversée par le ruisseau de Saint-Auger, on trouve une chapelle construite en 1654, qui aurait succédé à son ermitage, et une source ; elles ont été un lieu de pèlerinage chaque 1er septembre.
Un sarcophage, considéré comme celui de l'ermite mais datant probablement du XIIe siècle, était conservé sur le site, dans la chapelle ; il a été transporté en 2024 dans le cloître de la cathédrale de Saint-Dié. La cuve est en grès, avec un couvercle à deux pentes richement décoré. Le sarcophage a été classé monument historique au titre objet par arrêté du 2 mai 1930.
Auger a été canonisé en 1298. 

## Hommages

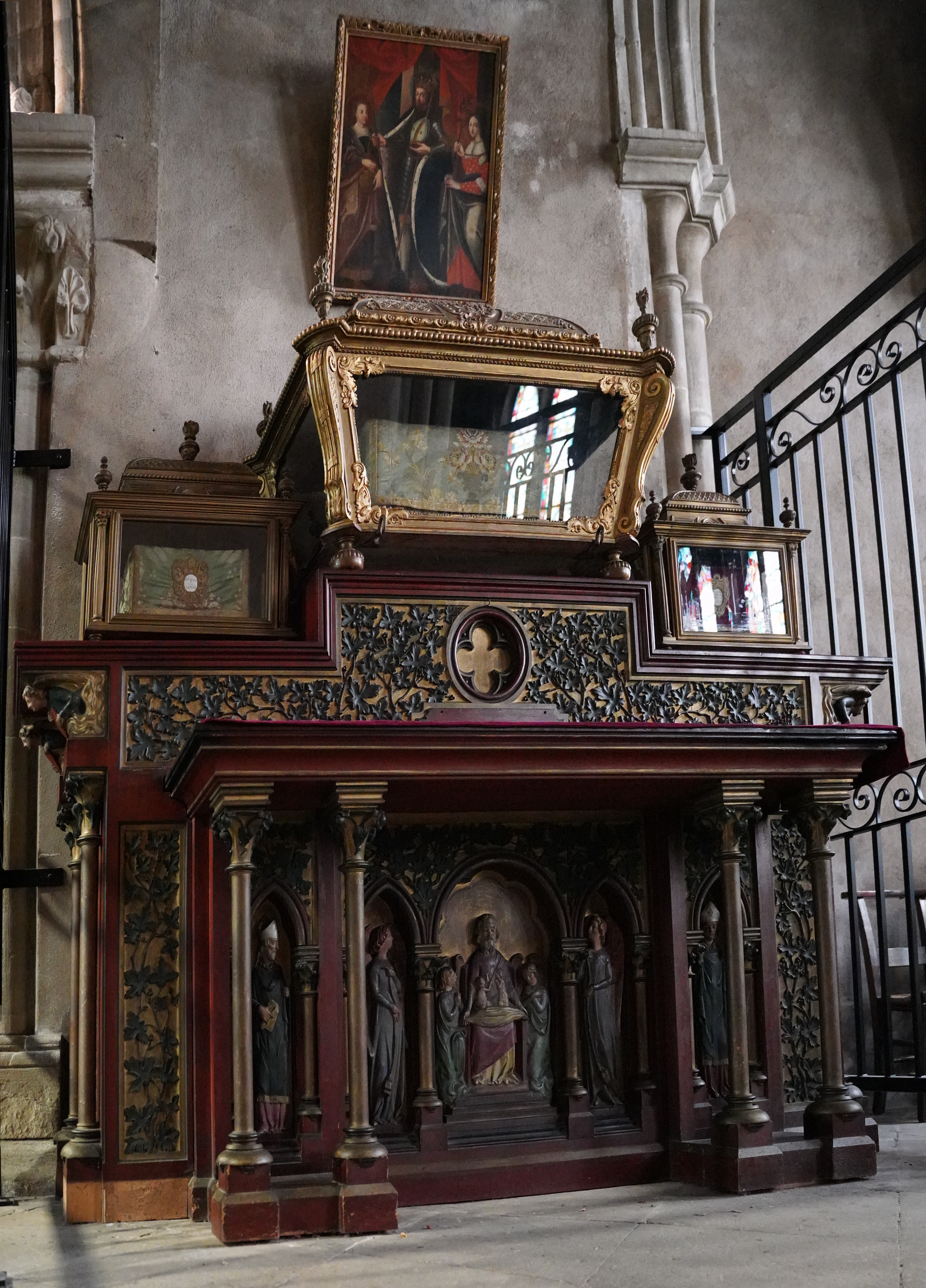
Basilique Saint-Maurice d'Épinal. Autel portant les reliquaires de saint Goëry, de saint Maurice et de saint Auger.

Ses reliques sont conservées dans un reliquaire exposé dans la basilique Saint-Maurice d'Épinal. Elles ont été transportées solennellement à la basilique depuis l'ermitage le lundi 27 juin 1644, à l'initiative des chanoinesses du chapitre d'Épinal.
Une esquisse de sa vie a été faite par le curé Maugenre, de la paroisse voisine d'Aydoilles, qui a consacré beaucoup d'énergie à mettre en valeur la mémoire du saint ermite.
La paroisse Saint-Auger, au diocèse de Saint-Dié, rappelle son nom et son lien avec ce diocèse. Elle comprend les villages de Deyvillers, Dogneville et Jeuxey.